# Eriocaulon similischimperi
Eriocaulon similischimperi är en gräsväxtart som beskrevs av Kimp. Eriocaulon similischimperi ingår i släktet Eriocaulon och familjen Eriocaulaceae.
Artens utbredningsområde är Kongo-Kinshasa. Inga underarter finns listade i Catalogue of Life.